# 池上あかり
池上 あかり（いけがみ あかり、1999年12月22日 - ）は、福岡県筑紫野市出身の女子競輪選手。日本競輪選手会福岡支部所属、ホームバンクは久留米競輪場。日本競輪選手養成所第122期生。師匠は藤田剣次（85期）。

## 経歴
小学校4年生のとき「世界に羽ばたくアスリート育成を目指す福岡県タレント発掘事業」で選考され、近代三種競技で全国大会2位となる。その後、トライアスロンを始めた。
祐誠高等学校進学後、トライアスロン競技のトレーニングの一環として自転車競技を始め、2016年インターハイポイント・レース優勝、2017年インターハイスクラッチ優勝など中距離で実績を挙げた。1浪したのち早稲田大学に進学したが、新型コロナウイルスの流行で大会が中止に追い込まれ目標を失い帰郷、その際に橋本佳耶に勧められる形で大学を休学し競輪選手を目指すことになった。
2021年1月14日、日本競輪選手養成所第122回技能試験に合格。在所競走成績は5位（18勝）。卒業記念レースは決勝6着。
2022年4月30日、松戸競輪場のデビュー戦で初勝利を飾った。
なお、大学はその後復学。レース出走の傍ら大学にも通い続け、卒業論文も完成したことで、大学は2024年3月26日に卒業。今後は同年4月より早稲田大学大学院に進学し、しばらくは競輪選手と学生を並行して続ける。